# Veliki junijski komet iz leta 1845
Véliki komet iz leta 1845 (uradna oznaka je  C/1845 L1) je komet, ki so ga opazili s prostim očesom 2. junija 1845.

## Značilnosti
Njegova tirnica je bila parabolična. Soncu se je najbolj približal 6. junija 1845 na razdaljo okoli 0,4 a.e.